# Drosed
Drosed (pełna nazwa Drosed Spółka Akcyjna) – polskie przedsiębiorstwo spożywcze z siedzibą w Siedlcach, założone w 1957 roku, sprywatyzowane w 1993 roku, a od kwietnia 2000 roku część francuskiej grupy L.D.C. (potentata na rynku drobiu w Europie), notowana na Giełdzie Papierów Wartościowych w Warszawie od wiosny 1995 roku, jednostka dominująca grupy kapitałowej Drosed.
Spółka jest jednym z największych w kraju (i jednym z większych Europie) producentów w branży drobiarskiej.
Produkcja koncentruje się głównie na produkcji i przetwórstwie mięsa drobiowego (głównie kurzego), obejmuje ona wylęg piskląt, produkcję żywca drobiowego oraz ubój i przetwórstwo drobiu.
Sprzedaż produktów spółki oprócz rynku krajowego gdzie odbiorcami są hurtownie, sieci handlowe oraz sieć restauracji KFC (KFC), jest eksportowana na rynki europejskie, azjatyckie i afrykańskie.
Najbardziej rozpoznawalnym produktem jest pasztet Podlaski dostępny w charakterystycznej żółtej puszce.
Do grupy kapitałowej Drosed należą:
- Drosed S.A. Siedlce (i Toruń – toruńskie zakłady, funkcjonujące w obrocie gospodarczym pod nazwą: „DROSED S. A. w Siedlcach – Zakłady Pomorskie w Toruniu”, obecnie są już nieczynne z powodu pożaru od 29 stycznia 2008 roku[3]),
- Roldrob S.A. Tomaszów Mazowiecki (w grupie od 1999 r. KRS 0000079305)
- Sedar S.A. Międzyrzec Podlaski; (KRS 0000108829)
- Drosed Surowiec Sp. z o.o. Reguły k. Warszawy (KRS 0000066729);
- Drop S.A. Ostrzeszów i Kępno (KRS 0000112310)